# كين درايدن
كينيث واين درايدن (ولد في 8 أغسطس 1947) هو لاعب هوكي جليد كندي محترف سابق، وحارس مرمى، وسياسي، ومحامٍ، ورجل أعمال، ومؤلف. يحمل لقب ضابط في وسام كندا، وهو عضو في قاعة مشاهير الهوكي. كان عضوًا في البرلمان الكندي عن الحزب الليبرالي من عام 2004 إلى 2011 وشغل منصب وزير التنمية الاجتماعية من 2004 إلى 2006. في عام 2017، اُعتُبر واحدًا من “أفضل 100 لاعب في تاريخ دوري الهوكي الوطني”. وحصل على وسام الهوكي في كندا عام 2020.